# 臺中市西區忠孝國民小學
臺中市西區忠孝國民小學，簡稱忠孝國小，是中華民國（臺灣）臺中市的一所市立國民小學。溯源到1898年的日治時期「臺中公學校」，是台中最早成立的小學。目前有棒球、田徑、直笛、合唱團、足球、桌球等校隊社團。

## 校史

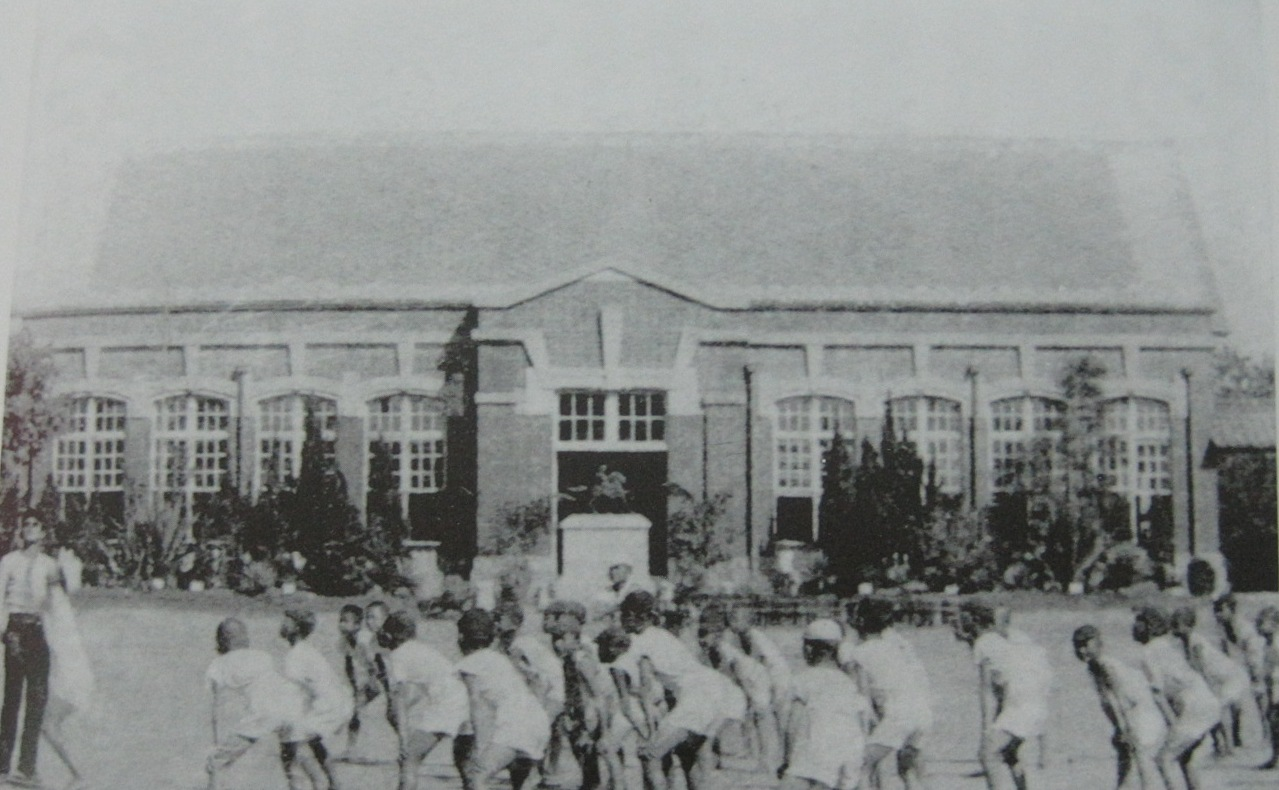
日治時期的校園

- 1896年日本臺灣總督府頒布《國語傳習所規則》，在台灣主要城市設置14所國語傳習所教導日語，在台中成立「臺中國語傳習所」。
- 1897年2月，設立牛罵頭分教場（今清水國小）、梧棲（今梧棲國小）。
- 1898年3月，分設葫蘆墩（今豐原國小，原址為今岸裡國小）及東勢（今東勢國小）
- 1898年6月，分設南投分教場（今南投國小，原址為藍田書院）；同年實施六年制公學校，改名為「臺中公學校」。
- 1900年，於台中萬春宮成立台中公學校女子部。
- 1918年4月1日，女子部於現址為居仁國中的校地新成立臺中女子公學校（今篤行國小），臺中公學校成為男子公學校。
- 1918年4月1日，廢止實業科，設立需修業兩年的簡易農業學校。
- 1920年5月，分設樹子腳分離教室（1928年4月獨立為樹子腳公學校）。
- 1923年4月1日，廢止簡易農業學校，設立需修業兩年的高等科。
- 1934年4月29日，舉行中公（臺中公學校的簡稱）少年團結團式。
- 1932年4月1日，改名為「臺中市村上公學校」。
- 1937年2月11日，舉行臺中市村上青年團結團式。
- 1941年4月，改名為「臺中市村上國民學校」。
- 1945年10月，中華民國政府接收臺灣總督府轄下領土，隔年改名為「臺中市忠孝國民學校」。
- 1947年，成立忠孝國小少棒隊。
- 1956年，設立忠孝國民學校忠信分班，隔年獨立設校（今忠信國小）。
- 1968年8月，實施九年國民教育，改制為「臺中市西區忠孝國民小學」。
- 1972年8月，實施學區制。
- 1992年2月，籌設大勇國小獨立設校。

## 歷任校長

### 日治時期

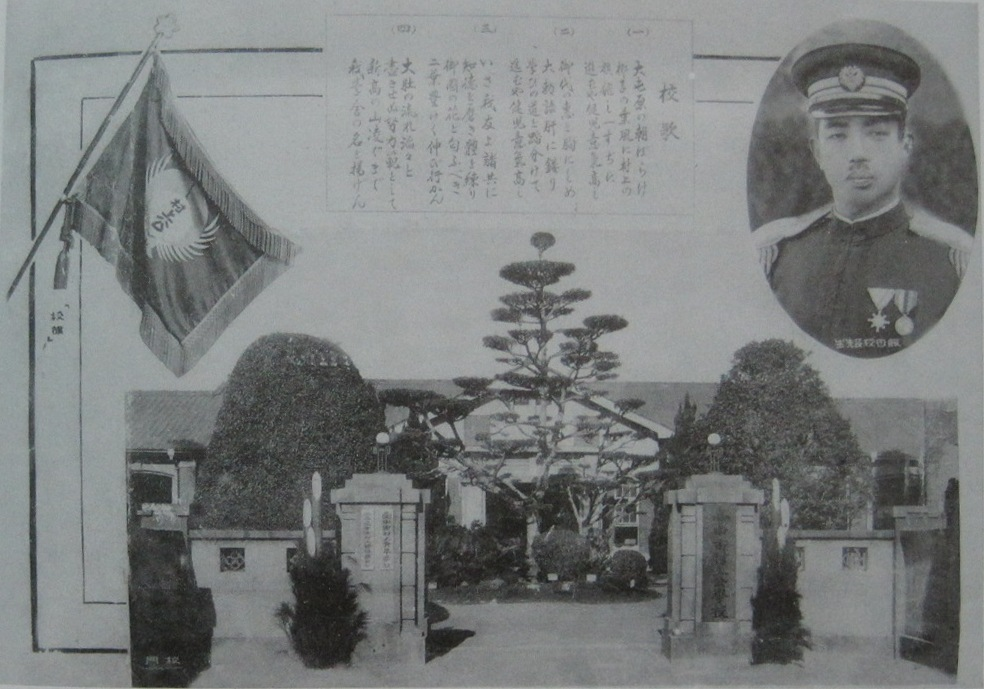
日治時期的校門

傳習所時期
1. 江森保存：1896年－1897年
2. 橫堀二子：1897年－1898年
3. 關口隆正：1898年－1898年

公學校時期
| 任次 | 名字       | 照片 | 任期           |
| ---- | ---------- | ---- | -------------- |
| 1    | 高木平太郎 |      | 1898年－1899年 |
| 2    | 中堂謙吉   |      | 1899年－1901年 |
| 3    | 長谷八太郎 |      | 1901年－1902年 |
| 4    | 高島秀三郎 |      | 1902年－1904年 |
| 5    | 長谷八太郎 |      | 1904年－1905年 |
| 6    | 木村左市郎 |      | 1905年－1906年 |

| 任次 | 名字         | 照片 | 任期           |
| ---- | ------------ | ---- | -------------- |
| 7    | 加藤元右衛門 |      | 1906年－1908年 |
| 8    | 山田恭之進   |      | 1908年－1918年 |
| 9    | 阿部光平     |      | 1918年－1924年 |
| 10   | 飯田真名豬   |      | 1924年－1932年 |
| 11   | 高橋金四郎   |      | 1932年－1934年 |
| 12   | 杉本主二     |      | 1934年－1941年 |

國民學校
1. 築瀨連：1941年－1945年

### 民國時期
1. 王鵬傳：1945年10月－1947年8月
2. 張碧水：1947年8月－1969年10月
  1. 楊睡珍：1969年10月－1970年8月（代理）
3. 林丁松：1970年10月－1975年7月
  1. 陳輝煌：1975年7月－1975年12月（代理）
4. 游廷水：1975年12月－1992年2月
5. 陳漢基：1992年2月－1996年8月
6. 楊昭：1996年8月－2000年2月
7. 林進丁：2000年2月－2007年8月
8. 李振宗：2007年2月－2015年1月
  1. 呂孝修：2015年1月－2015年7月（代理）
9. 許玲玲：2015年8月－2023年7月
10. 張耀中：2023年8月－現任

## 班級現況
- 國小部：68班（含普通班62班、智優班4班、不分類資源班1班、不分類巡輔班1班）
- 幼兒園：8班（普通班7班、學前特殊班級1班）

## 學區
- 中區：大墩里（第1-17鄰）、柳川里（第1-10鄰）、公園里（第16-20鄰）
- 西區：藍興里、廣民里、三民里、東昇里、平和里（第1-6.9.14-22鄰）

## 外部連結
- 臺中市西區忠孝國民小學
- 忠孝國民小學校友會
- 忠孝國小棒球隊